# Власениця (громада)
Власениця (серб. Општина Власеница) — община в регіоні Бієліна Республіки Сербської Боснії і Герцеговини. Адміністративним центром є місто Власениця.

## Історія
Найбільша частина прикордонного муніципалітету Власениця залишилася у складі Сербії. Частина населеного пункту Тураличі увійшла до складу Боснії і Герцеговини.
Після війни в Боснії і Герцеговині територія Власениці була розділена — з неї було виділено 54 населених пункти, з яких було сформовано громаду Милічі, тому сьогодні муніципалітет Власениця має 38 населених пунктів.